# أكيرا ياسودا
أكيرا ياسودا (باليابانية: 安田朗) هو رسام رسوم متحركة، مصمم شخصيات، مصمم ألعاب فيديو ومصمم ميكا ياباني. يعمل تحت اسم قلمي هو «أكيمان». كان موظفا سابقا في كابكوم حيث انضم لها في 1985 وله دور في عدة أعمال مثل القتال الأخير وستريت فايتر II. غادر كابكوم في 2003 وأصبح فنانا حراً.

## أعماله

### أنمي
- كود غياس

### ألعاب فيديو
- 1942
- ستريت فايتر II
- سوبر ستريت فايتر II
- القتال الأخير
- كلاش أوف سوبر هيروس

## روابط خارجية
- أكيرا ياسودا على موقع IMDb (الإنجليزية)
- أكيرا ياسودا على موقع ميوزك برينز (الإنجليزية)
- أكيرا ياسودا على موقع ANN person (الإنجليزية)